# ميكا (ملحن)
ميكا (بالأرمنية: Միկա)‏ هو مغني وملحن أرمني، ولد في 5 يوليو 2003 في يريفان في أرمينيا.